# Holotrichia signatifrons
Holotrichia signatifrons är en skalbaggsart som beskrevs av Moser 1913. Holotrichia signatifrons ingår i släktet Holotrichia och familjen Melolonthidae. Inga underarter finns listade i Catalogue of Life.